# Saunasaari (ö i Norra Karelen, Joensuu, lat 62,60, long 29,39)
Saunasaari är en ö i Finland. Den ligger i sjön Kuorinka och i kommunen Libelits i den ekonomiska regionen  Joensuu ekonomiska region  och landskapet Norra Karelen, i den sydöstra delen av landet, 400 km nordost om huvudstaden Helsingfors. Öns area är 0,7 hektar och dess största längd är 160 meter i sydöst-nordvästlig riktning.